# Jake Zamansky
Jake Zamansky est un skieur alpin américain, né le 26 juin 1981 à Aspen. Il court dans toutes les disciplines, mais sa spécialité reste le slalom géant.

## Biographie
Membre du club de ski d'Aspen, il prend le départ de ses premières courses FIS en 1996.
Aux Championnats du monde junior, il obtient son meilleur résultat en 2001, avec une sixième place au combiné. Dans la Coupe nord-américaine, il gagne sa première manche en 2004 et remporte le classement général et le classement du slalom géant en 2006.
Il fait ses débuts en Coupe du monde en octobre 2002 à Sölden. Il marque ses premiers points en décembre 2008 au slalom géant d'Alta Badia (24e). Deux mois plus tard, encore en Italie, il obtient son meilleur résultat dans l'élite avec une quinzième place au slalom géant de Sestrières. Il est ensuite sélectionné aux Championnats du monde de Val d'Isère et aux Jeux olympiques de Vancouver 2010, où il conclut le slalom géant au 31e rang.
Il prend sa retraite sportive à l'issue de l'hiver 2010-2011.

## Palmarès

### Jeux olympiques
| Édition / Épreuve | Slalom géant |
| ----------------- | ------------ |
| JO 2010 Vancouver | 31e          |

### Championnats du monde
| Édition / Épreuve         | Slalom géant |
| ------------------------- | ------------ |
| Mondiaux 2009 Val d'Isère | Abandon      |

### Coupe du monde
- Meilleur classement général : 108e en 2009.
- Meilleur résultat sur une manche : 15e.

| Saison/Classement | Général | Général | Slalom géant | Slalom géant |
| Saison/Classement | Class.  | Points  | Class.       | Points       |
| ----------------- | ------- | ------- | ------------ | ------------ |
| 2009              | 108e    | 27      | 32e          | 27           |
| 2010              | 129e    | 10      | 45e          | 10           |

### Coupe nord-américaine
- Vainqueur du classement général en 2006.
- Premier du classement de slalom géant en 2006.
- 18 podiums, dont 3 victoires.